# Psychotria reticulosa
Psychotria reticulosa är en måreväxtart som beskrevs av Theodoric Valeton. Psychotria reticulosa ingår i släktet Psychotria och familjen måreväxter. Inga underarter finns listade i Catalogue of Life.